# Termoakustika
Termoakustika (grč. θερμός- toplina; ακούω- čuti) je polje studije koja kombinira toplinu i zvuk.
Termoakustični uređaj koristi Jednadžbu stanja idealnog plina i Prvi zakon termodinamike kako bi transformirao toplinu u zvučne valove ili koristi oscilacije zvuka da bi prenosio toplinu. Kada zvučni val putuje kroz zrak ili neki drugi plin, to stvara pritisak i gibanje plina te oscilaciju temperature plina. Kada zvuk putuje kroz plin u uskim kanalima, toplina također putuje prema rubovima kanala i odbija se od njih. Kombinacija ovih oscilacija rezultira raznolikošću termoakustičnih efekata.

## Osnovni dijelovi
Jezgra svakog termoakustičnog uređaja je stog. Stog se sastoji od redova usko postavljenih kanalića pomoću kojih je ostvaren temperaturni gradijent. Stog se nalazi u uskoj cijevi koja može biti otvorena na oba kraja ili otvorena na samo jednom kraju.

## Princip rada
Proizvodnja akustičnih valova pomoću prijenosa topline ili obrnuto, dobiva se putem rezonancije cijevi, bilo s otvorena oba kraja cijevi ili sa zatvorenim jednim krajem. Oscilacije koje se javljaju kada je jedan kraj cijevi zatvoren, poznatiji je pod nazivom Sondhaussove oscilacije. Na zatvorenom dijelu cijevi počinje zagrijavanje. Kako se temperatura povećava, toplina u molekulama plina pri dnu cijevi se pretvara u kinetičku energiju. Molekule plina ubrzavaju prema hladnijem dijelu cijevi, tvoreći područje niskog tlaka na zagrijanom dnu. Hlađenjem tih molekula, prostale molekule plina ubrzavaju prema toplijem kraju, kako bi popunile područje niskog tlaka. Kada molekule dođu u područje niskog tlaka, zagrijavaju se i proces započinje ispočetka. To zaokružuje jedan krug toplinske oscilacije. Ubrzavanje i usporavanje plina uzrokuje vibracije koje su slične zvučnim valovima i u većini slučajeva čujemo kao čisti zvuk.

## Povijest
Istraživanje u termoakustici započelo je proučavanjem prijenosa oscilirane topline i zvučnih valova plina između čvrstih granica. Lord Rayleigh je prvi dao temeljan opis termoakustičnog efekta: "Ako je toplina predana zraku u trenutku najveće gustoće ili uzeta zraku u trenutku najmanje gustoće, vibracije su zagarantirane." 1887. godine u svom dijelu "The theory of Sound" objasnio je mogućnost generiranja temperaturnih razlika koristeći zvučne oscilacije. 
Osamdeset godina kasnije N. Root daje značenje riječi termoakustika i razvija matematičku formulu koja opisuje zvučne ocilacije plina u cijevi. Root je otkrio jedan od najvažnijih fenomena, vezanih uz termoakustiku, Taconis oscilaciju. Taconis oscilacija je otkrivena kada je otvoreni, plinom punjeni, dio cijevi uronjen u tekući dušik i ohlađen na kriogeničnu temperaturu. Tada dolazi do vibracija i širokog spektra zvučnih efekata. Time je Root otvorio put kvantitativnom istraživanju termoakustike. 
Rijke tuba je vrlo jednostavan termoakustični uređaj, otkrio ga je Pieter Rijke, koji pretvara toplinu u akustičnu energiju.

## Vanjske poveznice
- Los Alamos National Laboratory, New Mexico, USA  Arhivirana inačica izvorne stranice od 2. rujna 2007. (Wayback Machine)
- Penn State University, USA  Arhivirana inačica izvorne stranice od 1. srpnja 2018. (Wayback Machine)
- [neaktivna poveznica]